# Chushi C. Kasanda

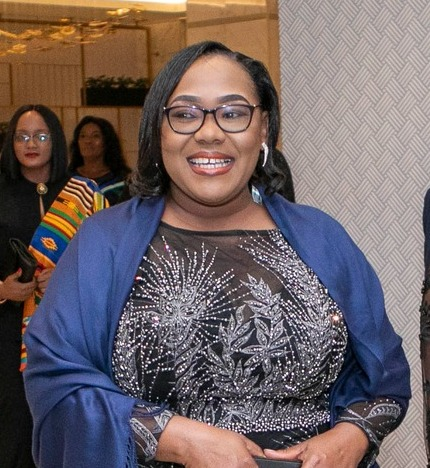
Chushi C. Kasanda, 2023

Chushi C. Kasanda (* 15. Februar 1978) ist eine sambische Politikerin der Vereinigten Partei für die nationale Entwicklung UPND (United Party for National Development), die seit 2016 Mitglied der Nationalversammlung (National Assembly of Zambia) sowie seit 2021 Ministerin für Information und Medien im Kabinett von Staatspräsident Hakainde Hichilema ist.

## Leben
Chushi C. Kasanda schloss den Schulbesuch mit einem Grade 12 Certificate und war als Geschäftsfrau im Bereich Vertrieb und Kundenbetreuung. Bei den Wahlen am 11. August 2016 wurde sie für die Vereinigte Partei für die nationale Entwicklung UPND (United Party for National Development) im Wahlkreis Chisamba erstmals zum Mitglied der Nationalversammlung (National Assembly of Zambia) gewählt und bei den Wahlen am 12. August 2021 in diesem Wahlkreis wiedergewählt. Während ihrer Parlamentszugehörigkeit gehörte sie in der Legislaturperiode 2016 bis 2021 als Hinterbänkler (Backbencher) der Opposition an und war unter anderem zwischen Oktober 2016 und September 2017 sowie erneut von Oktober 2017 bis Mai 2021 Mitglied des Ausschusses für delegierte Gesetzgebung (Committee on Delegated Legislation) sowie zugleich zwischen Oktober 2017 und Mai 2021 Mitglied des Ausschusses für Verkehr, öffentliche Arbeiten und Versorgung (Committee on Transport, Works and Supply).
Im August 2021 wurde Chushi C. Kasanda, die verheiratet ist, als Ministerin für Information und Medien (Minister of Information and Media) in das Kabinett von Staatspräsident Hakainde Hichilema berufen. Im Juli 2022 hatte die Nationalversammlung sie vorgeladen und verlangt, dass sie sich wegen der Enthüllungen zur Kabinettsrevolte entschuldigt. Das Parlament warf ihr vor, Informationen über den Rücktritt einiger Kabinettsminister durchsickern zu lassen. Zuvor wurde bekannt, dass mehrere Kabinettsminister mit Präsident Hichilemas Art, Regierungsgeschäfte zu führen, unzufrieden sind und ihren Rücktritt planen.